# Cleora samoana
Cleora samoana är en fjärilsart som beskrevs av Butler 1886. Cleora samoana ingår i släktet Cleora och familjen mätare. Inga underarter finns listade i Catalogue of Life.